# Schwarzbraun ist die Haselnuss
Schwarzbraun ist die Haselnuss är en tysk sång från 1600-talet. Ursprungligen är det folkmusik, men ofta spelas den som marschmusik och har under lång tid sjungits av tysk militär. I modern tid har den ofta fått kopplingar till andra världskriget då tyska soldater sjöng denna, men sången har sjungits i flera generationer dessförinnan.
Sången förekommer i en del filmer som på olika sätt handlar om andra världskriget. Bland annat förekommer sången i filmen Täcknamn Odessa där den sjungs av tyska krigsveteraner som varit med i andra världskriget.